# 覺羅圖經阿
覺羅圖經阿（1784年—1829年），满洲正黄旗人。嘉庆庚辰进士。后官内阁中书。

## 家庭成员
- 曾祖觉罗满保，康熙甲戌进士，官至閩浙總督；
- 曾伯祖覺羅逢泰，康熙庚辰进士，通政使司通政使；
- 祖觉罗吉善，乾隆己卯举人，国子监祭酒；
- 父觉罗謙吉，乾隆丙午举人；
- 妻林佳氏。[1]